# Салют, Олимпиада!
«Салют, олимпиада!» — советский рисованный мультипликационный фильм 1979 года. Подзаголовок: Музыкальное представление. Фантазия на тему Олимпийских игр.

## Сюжет
Олимпийский Мишка и группа музыкантов (жираф, лев, волк, заяц, лиса и обезьяна) играют и поют песню с припевом: «Вот что значит Олимпиада!»
После Мишка, а вместе с ним по очереди белые медведи, пингвины, дельфины, кенгуру и обезьяны поют песню с припевом: «Надо, братцы, спортом заниматься!».
Далее под песню: «Олимпиада, салют!» звери со всех краёв Земли приезжают на Олимпиаду.

## Создатели
| автор сценария и режиссёр  | Инесса Ковалевская |
| текст песен                | Михаил Пляцковский |
| художник-постановщик       | Александр Волков |
| композитор                 | Анатолий Быканов |
| оператор                   | Светлана Кощеева |
| монтажёр                   | Изабелла Герасимова |
| звукооператор              | Владимир Кутузов |
| ассистенты:                | Лидия Никитина, Р. Бикмаева |
| художники-мультипликаторы: | Иосиф Куроян, Олег Сафронов, Галина Золотовская, Владимир Зарубин, Александр Горленко, Александр Давыдов, Виталий Бобров, Эльвира Маслова |
| художники:                 | Вера Харитонова, Дмитрий Анпилов, Сергей Маракасов                                                                                        |
| редактор                   | Пётр Фролов |
| директор картины           | Нинель Липницкая |
| вокальные партии           | Владимир Винокур и Большой детский хор |

## Отзывы о фильме
Георгий Бородин писал, что «картина, представляет собой рисованное ревю из трех песен на стихи Михаила Пляцковского». По его данным, музыку написал Анатолий Быканов, художником-постановщиком стал Александр Волков, а все вокальные партии исполнил Владимир Винокур.